# Mortcerf
Mortcerf est une commune française située dans le département de Seine-et-Marne en région Île-de-France.

## Géographie

### Localisation
Mortcerf est situé à environ 15 km à l'ouest de Coulommiers.

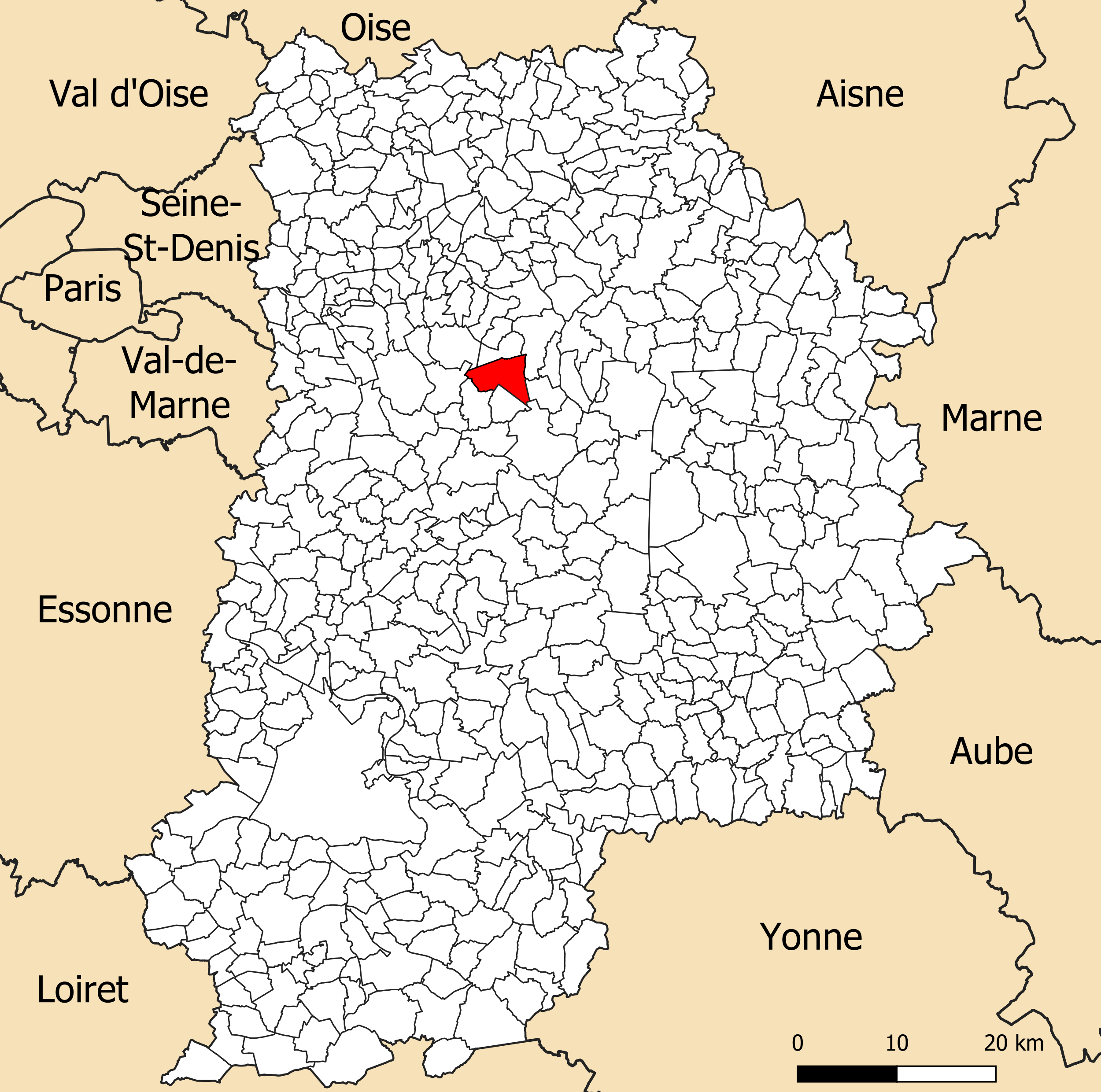
Localisation de la commune de Mortcerf dans le département de Seine-et-Marne

### Communes limitrophes

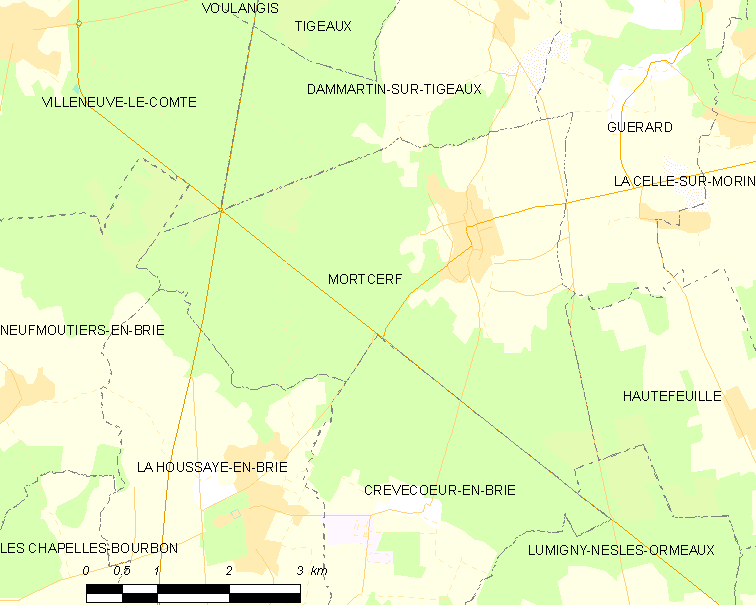
Carte des communes limitrophes de Mortcerf.

| Villeneuve-le-Comte  | Dammartin-sur-Tigeaux | Guérard                             |
| Neufmoutiers-en-Brie | Mortcerf              |                                     |
| La Houssaye-en-Brie  | Crèvecœur-en-Brie     | Lumigny-Nesles-Ormeaux Hautefeuille |

### Géologie et relief
La commune est classée en zone de sismicité 1, correspondant à une sismicité très faible.

### Hydrographie

#### Réseau hydrographique

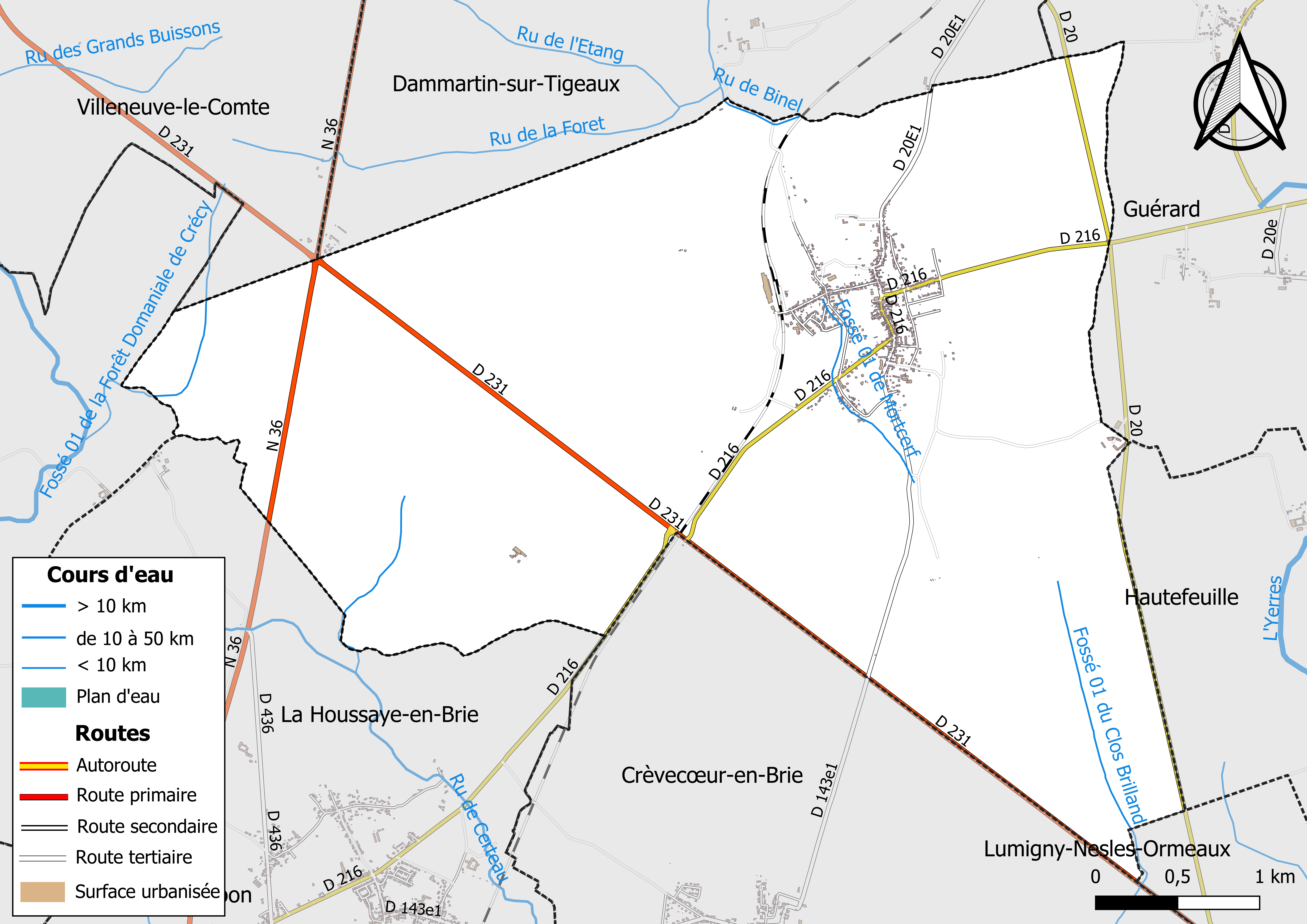
Carte des réseaux hydrographique et routier de Mortcerf.

Le réseau hydrographique de la commune se compose de  cinq cours d'eau :
- le fossé 01 de la Forêt Domaniale de Crécy, 2,31 km[2], qui conflue avec la Marsange ;
- le fossé 01 de Mortcerf, 1,40 km[3] ;
- le fossé 01 du Bois de la Galande, 1,33 km[4], qui conflue avec le ru de  Certeau ;
- le fossé 01 du Clos Brilland, 3,66 km[5], qui conflue avec le ru de Bréon ;
- le ru de Binel, 2,97 km[6], affluent du Grand Morin.

La longueur linéaire global de cours d'eau sur la commune est de 5,18 km
.

#### Gestion des cours d'eau
Afin d’atteindre le bon état des eaux imposé par la Directive-cadre sur l'eau du 23 octobre 2000, plusieurs outils de gestion intégrée s’articulent à différentes échelles : le SDAGE, à l’échelle du bassin hydrographique, et le SAGE, à l’échelle locale. Ce dernier fixe les objectifs généraux d’utilisation, de mise en valeur et de protection quantitative et qualitative des ressources en eau superficielle et souterraine. Le département de Seine-et-Marne est couvert par six SAGE, au sein du bassin Seine-Normandie. La commune fait partie de deux SAGE : « Yerres » et « Petit et Grand Morin ».
Le SAGE « Yerres » a été approuvé le 13 octobre 2011. Il correspond au bassin versant de l’Yerres, d'une superficie de 1 017 km2, parcouru par un réseau hydrographique de 450 kilomètres de long environ, répartis entre le cours de l’Yerres et ses affluents principaux que sont : le ru de l'Étang de Beuvron, la Visandre, l’Yvron, le Bréon, l’Avon, la Marsange, la Barbançonne, le Réveillon. Le pilotage et l’animation du SAGE sont assurés par le syndicat mixte pour l'assainissement et la gestion des eaux du bassin versant de l’Yerres (SYAGE), qualifié de « structure porteuse ».
Le SAGE « Petit et Grand Morin » a été approuvé le 21 octobre 2016. Il comprend les bassins du Petit Morin (630 km2) et du Grand Morin (1 185 km2). Le pilotage et l’animation du SAGE sont assurés par le syndicat mixte d'aménagement et de gestion des Eaux (SMAGE) des 2 Morin, qualifié de « structure porteuse ».

### Climat
Pour des articles plus généraux, voir Climat de l'Île-de-France et Climat de Seine-et-Marne.
En 2010, le climat de la commune est de type climat océanique dégradé des plaines du Centre et du Nord, selon une étude du CNRS s'appuyant sur une série de données couvrant la période 1971-2000. En 2020, Météo-France publie une typologie des climats de la France métropolitaine dans laquelle la commune est exposée à un climat océanique altéré et est dans la région climatique Nord-est du bassin Parisien, caractérisée par un ensoleillement médiocre, une pluviométrie moyenne régulièrement répartie au cours de l’année et un hiver froid (3 °C).
Pour la période 1971-2000, la température annuelle moyenne est de 10,9 °C, avec une amplitude thermique annuelle de 15,2 °C. Le cumul annuel moyen de précipitations est de 736 mm, avec 11,7 jours de précipitations en janvier et 8 jours en juillet. Pour la période 1991-2020, la température moyenne annuelle observée sur la station météorologique la plus proche, située sur la commune de Mouroux à 10 km à vol d'oiseau, est de 11,3 °C et le cumul annuel moyen de précipitations est de 721,3 mm,. Pour l'avenir, les paramètres climatiques de la commune estimés pour 2050 selon différents scénarios d'émission de gaz à effet de serre sont consultables sur un site dédié publié par Météo-France en novembre 2022.

### Milieux naturels et biodiversité

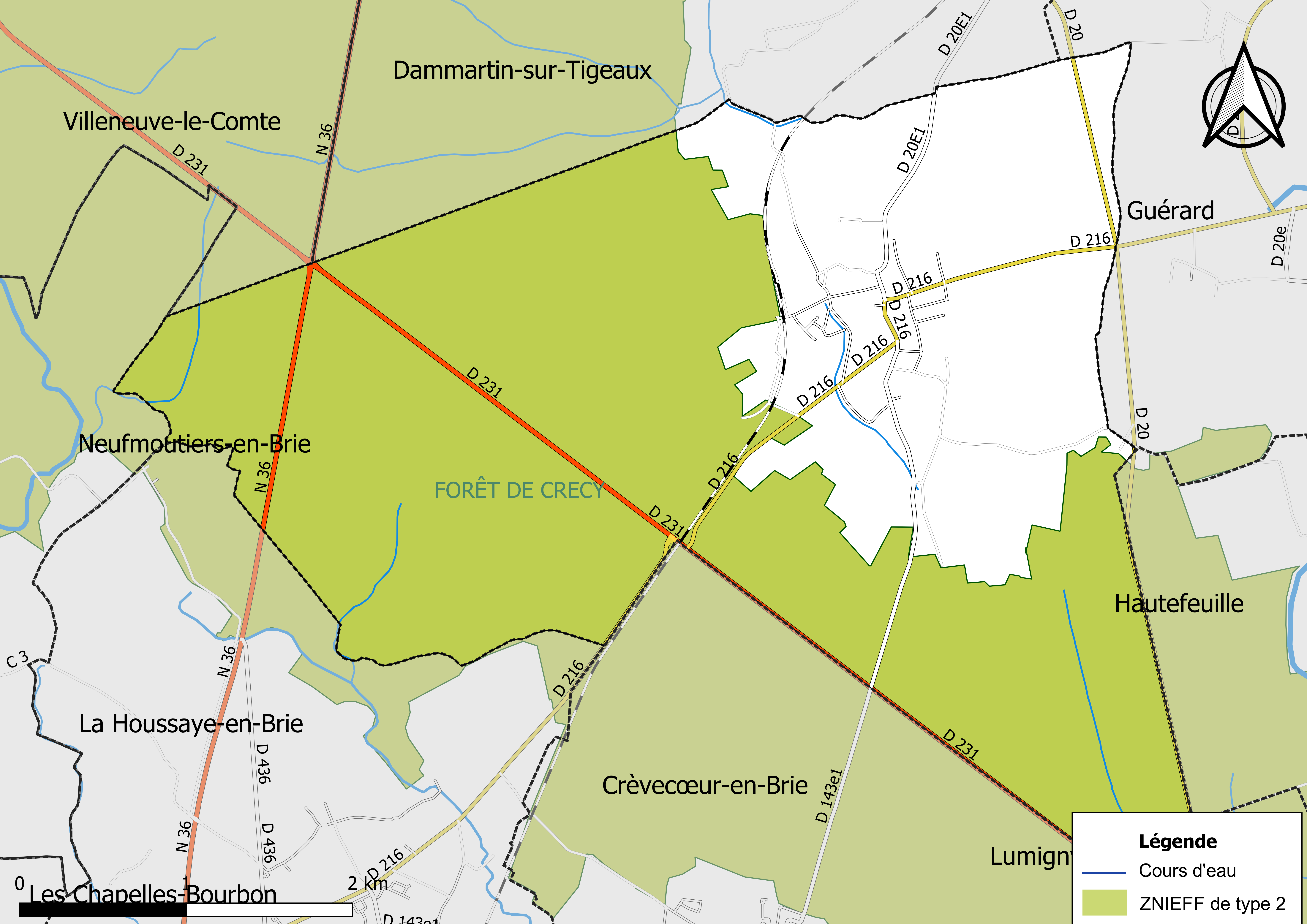
Carte des ZNIEFF de type 2 localisées sur la commune.

L’inventaire des zones naturelles d'intérêt écologique, faunistique et floristique (ZNIEFF) a pour objectif de réaliser une couverture des zones les plus intéressantes sur le plan écologique, essentiellement dans la perspective d’améliorer la connaissance du patrimoine naturel national et de fournir aux différents décideurs un outil d’aide à la prise en compte de l’environnement dans l’aménagement du territoire.
Le territoire communal de Mortcerf comprend une ZNIEFF de type 2,,, 
la « Forêt de Crécy » (6 897,74 ha), couvrant 17 communes du département.

## Urbanisme

### Typologie
Au 1er janvier 2024, Mortcerf est catégorisée bourg rural, selon la nouvelle grille communale de densité à sept niveaux définie par l'Insee en 2022.
Elle est située hors unité urbaine. Par ailleurs la commune fait partie de l'aire d'attraction de Paris, dont elle est une commune de la couronne,. Cette aire regroupe 1 929 communes,.

### Lieux-dits et écarts
La commune compte 58 lieux-dits administratifs répertoriés consultables ici (source : le fichier Fantoir) dont Bécoiseau (ancien château), la Malmaison (ferme).

### Occupation des sols
L'occupation des sols de la commune, telle qu'elle ressort de la base de données européenne d’occupation biophysique des sols Corine Land Cover (CLC), est marquée par l'importance des forêts et milieux semi-naturels (70 % en 2018), une proportion sensiblement équivalente à celle de 1990 (69,3 %). La répartition détaillée en 2018 est la suivante : 
forêts (67,4% ), terres arables (24% ), zones urbanisées (6% ), milieux à végétation arbustive et/ou herbacée (2,6 %).
Parallèlement, L'Institut Paris Région, agence d'urbanisme de la région Île-de-France, a mis en place un inventaire numérique de l'occupation du sol de l'Île-de-France, dénommé le MOS (Mode d'occupation du sol), actualisé régulièrement depuis sa première édition en 1982. Réalisé à partir de photos aériennes, le Mos distingue les espaces naturels, agricoles et forestiers mais aussi les espaces urbains (habitat, infrastructures, équipements, activités économiques, etc.) selon une classification pouvant aller jusqu'à 81 postes, différente de celle de Corine Land Cover,,. L'Institut met également à disposition des outils permettant de visualiser par photo aérienne l'évolution de l'occupation des sols de la commune entre 1949 et 2018.

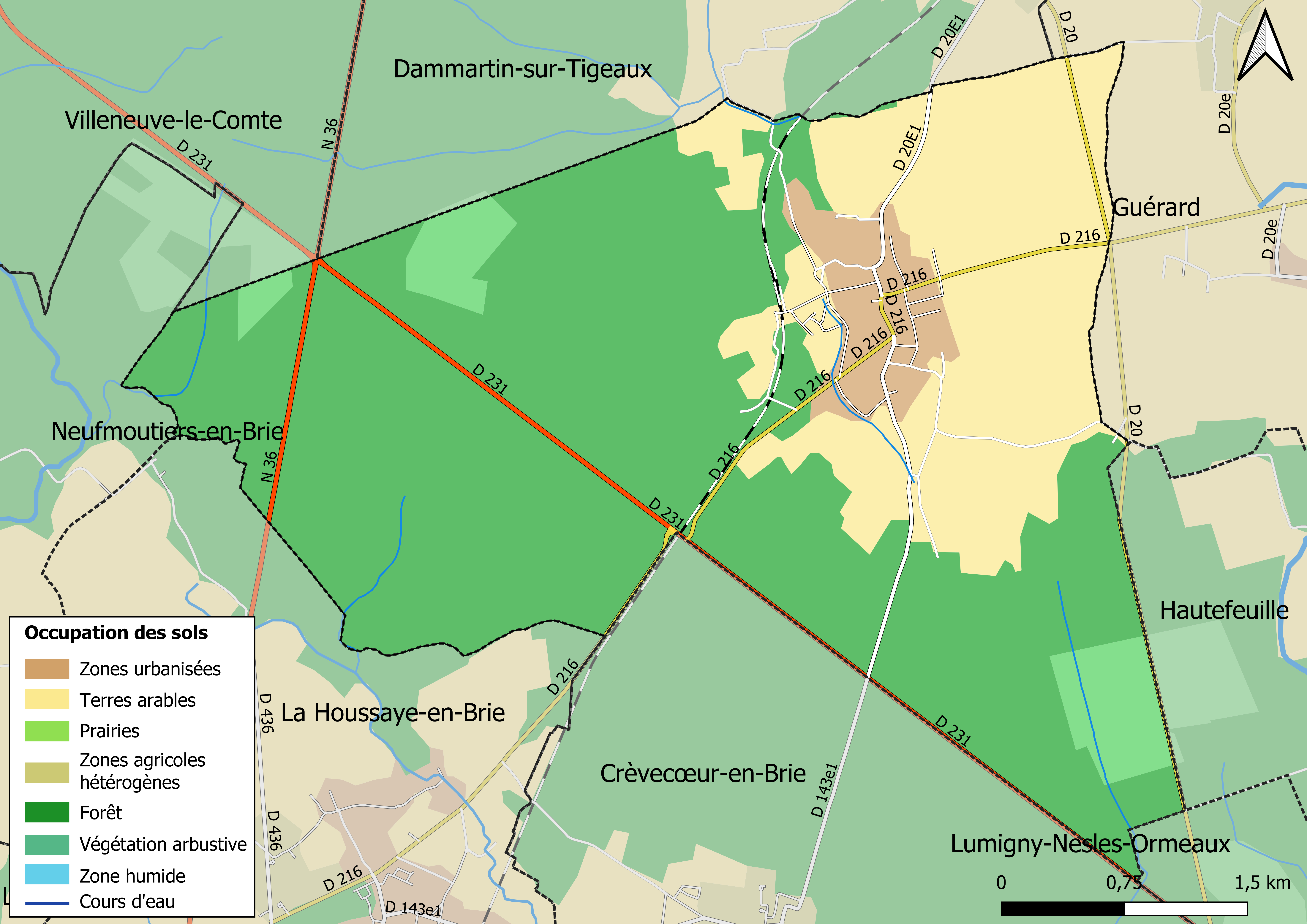
Carte des infrastructures et de l'occupation des sols en 2018 (CLC) de la commune.
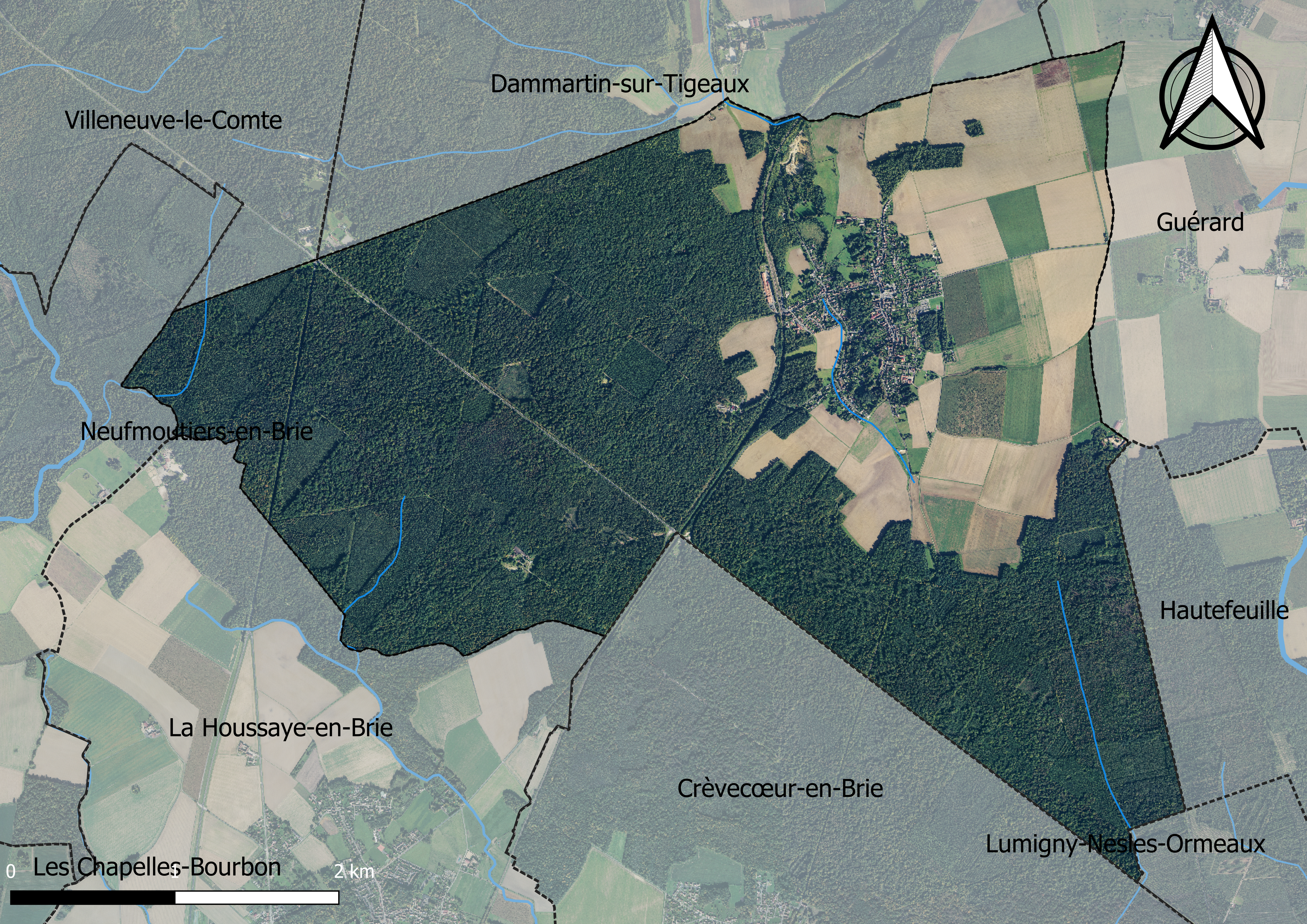
Carte orhophotogrammétrique de la commune.

### Planification
La commune disposait en 2019 d'un plan local d'urbanisme en révision. Le zonage réglementaire et le règlement associé peuvent être consultés sur le Géoportail de l'urbanisme.

### Logement
En 2016, le nombre total de logements dans la commune était de 
592 dont 85,7 % de maisons et 14,3 % d’appartements.
Parmi ces logements, 90 % étaient des résidences principales, 2,9 % des résidences secondaires et 7,1 % des logements vacants.
La part des ménages fiscaux propriétaires de leur résidence principale s’élevait à 75,8 % contre 19,7 % de locataires,, dont 0,2 % de logements HLM loués vides (logements sociaux) et, 4,5 % logés gratuitement.

### Voies de communication et transports
La commune est desservie par la gare de Mortcerf de la ligne Paris - Coulommiers.
Le sentier de grande randonnée GR 1 passe sur le territoire de la commune. Son parcours suit la frontière avec la commune de Dammartin-sur-Tigeaux au nord et oblique direction sud jusqu'à La Houssaye-en-Brie.

## Toponymie
Le nom de la localité est attesté sous la forme [capelle] morissarti vers 1080, [villa que vocatur] Mauressart vers 1093, Mortcerf en 1382.
Il s'agit d'une formation toponymique médiévale en [-es]sart, généralement réduit à -sart dans le nord de la France et en Belgique, mais rare ailleurs. Ce type de formation toponymique gallo-romane calque des toponymes germaniques par antéposition d'un autre élément généralement un nom de personne. Il peut s'agit du nom de personne germanique Maur ou Moro. Il s'agit là vraisemblablement d'un des nombreux défrichement entrepris au Moyen Âge. La forme actuelle Mortcerf, déjà connue à la fin du Moyen Âge, s'explique par l'étymologie populaire « mort cerf », favorisée par la confusion fréquente entre ar et er.

## Histoire

### Antiquité
Devenue province romaine, la Gaule a été organisée par Auguste en régions comprenant plusieurs cités ayant à leur tête un chef-lieu. La zone délimitée par la Seine, la Saône, la Loire et les côtes de l'océan Atlantique et de la Manche, constitue la Gaule lyonnaise et comporte la civitas Melduorum (« Cité des Meldes »), dont le chef-lieu est Meldoi (Strabon, Ier siècle av. J.-C.) qui deviendra Meaux, dérivé du nom de la tribu. Les environs de Melun dépendent de la civitas Senonenis (« cité des Senones »), dont le chef-lieu est Agedincum, qui deviendra Sens. Les anciens bourgs (oppida) de Meaux et Melun sont structurés en îlots autour de deux axes perpendiculaires et de nouvelles bourgades (vici) se développent autour de sanctuaires ou de carrefours d’itinéraires. On leur doit l’appellation que nous donnons aujourd’hui aux chemins vicinaux qui desservent nos villages. Un marché et des échoppes d’artisans font de ces vici des lieux d’activité et d’échange commercial importants au niveau local.

### Époque contemporaine
Le 27 août 1944, se déroulèrent de brefs combats qui aboutirent à la libération de Mortcerf par les Alliés. Un odonyme rue du Vingt-Sept-Août rappelle cet évènement.

## Politique et administration

### Liste des maires
| Période                                  | Période   | Identité          | Étiquette | Qualité                       |
| ---------------------------------------- | --------- | ----------------- | --------- | ----------------------------- |
| Les données manquantes sont à compléter. |           |                   |           |                               |
| 1904                                     | 1906      | Eugène Houbé      |           |                               |
| 1907                                     | 1930      | Eugène Houbé      |           |                               |
|                                          |           |                   |           |                               |
| mars 1984                                | 2008      | Daniel Blomme     |           | Agriculteur                   |
| mars 2008                                | mars 2014 | Alain Berthomieu  |           | Chargé de Ressources Humaines |
| mars 2014                                | 2020      | Grégory Caillau   |           | Fonctionnaire                 |
| 2020                                     | En cours  | Christian Bouvier |           |                               |

## Équipements et services

### Eau et assainissement
L’organisation de la distribution de l’eau potable, de la collecte et du traitement des eaux usées et pluviales relève des communes. La loi NOTRe de 2015 a accru le rôle des EPCI à fiscalité propre en leur transférant cette compétence. Ce transfert devait en principe être effectif au 1er janvier 2020, mais la loi Ferrand-Fesneau du 3 août 2018 a introduit la possibilité d’un report de ce transfert au 1er janvier 2026,.

#### Assainissement des eaux usées
En 2020, la commune de Mortcerf gère le service d’assainissement collectif (collecte, transport et dépollution) en régie directe, c’est-à-dire avec ses propres personnels.
L’assainissement non collectif (ANC) désigne les installations individuelles de traitement des eaux domestiques qui ne sont pas desservies par un réseau public de collecte des eaux usées et qui doivent en conséquence traiter elles-mêmes leurs eaux usées avant de les rejeter dans le milieu naturel. La commune assure le service public d'assainissement non collectif (SPANC), qui a pour mission de vérifier la bonne exécution des travaux de réalisation et de réhabilitation, ainsi que le bon fonctionnement et l’entretien des installations. Cette prestation est déléguée à une entreprise privée,.

#### Eau potable
En 2020, l'alimentation en eau potable est assurée par la commune qui en a délégué la gestion à l'entreprise Suez, dont le contrat expire le 31 mai 2020,.

## Population et société

### Démographie
L'évolution du nombre d'habitants est connue à travers les recensements de la population effectués dans la commune depuis 1793. Pour les communes de moins de 10 000 habitants, une enquête de recensement portant sur toute la population est réalisée tous les cinq ans, les populations de référence des années intermédiaires étant quant à elles estimées par interpolation ou extrapolation. Pour la commune, le premier recensement exhaustif entrant dans le cadre du nouveau dispositif a été réalisé en 2005.

En 2022, la commune comptait 1 405 habitants, en évolution de −3,24 % par rapport à 2016 (Seine-et-Marne : +3,92 %, France hors Mayotte : +2,11 %).
| 1793 | 1800 | 1806 | 1821 | 1831 | 1836 | 1841 | 1846 | 1851 |
| ---- | ---- | ---- | ---- | ---- | ---- | ---- | ---- | ---- |
| 539  | 581  | 571  | 643  | 718  | 768  | 737  | 729  | 767  |

| 1856 | 1861  | 1866 | 1872 | 1876 | 1881 | 1886  | 1891 | 1896 |
| ---- | ----- | ---- | ---- | ---- | ---- | ----- | ---- | ---- |
| 810  | 1 415 | 961  | 800  | 816  | 775  | 1 359 | 915  | 990  |

| 1901 | 1906 | 1911 | 1921 | 1926 | 1931 | 1936 | 1946 | 1954 |
| ---- | ---- | ---- | ---- | ---- | ---- | ---- | ---- | ---- |
| 984  | 980  | 877  | 789  | 816  | 760  | 759  | 798  | 767  |

| 1962 | 1968 | 1975 | 1982 | 1990  | 1999  | 2005  | 2006  | 2010  |
| ---- | ---- | ---- | ---- | ----- | ----- | ----- | ----- | ----- |
| 738  | 793  | 758  | 822  | 1 072 | 1 307 | 1 414 | 1 416 | 1 467 |

| 2015  | 2020  | 2022  | - | - | - | - | - | - |
| ----- | ----- | ----- | - | - | - | - | - | - |
| 1 461 | 1 423 | 1 405 | - | - | - | - | - | - |

### Police - Gendarmerie
Mortcerf dépend de la brigade territoriale autonome de la gendarmerie nationale de Mortcerf.

### Sapeurs-Pompiers
Mortcerf dépend du centre d'intervention et de secours de Faremoutiers.

## Économie
- Exploitations agricoles.

### Secteurs d'activité

#### Agriculture
Mortcerf est dans la petite région agricole dénommée la « Brie boisée », une partie de la Brie autour de Tournan-en-Brie. En 2010, l'orientation technico-économique de l'agriculture sur la commune est la culture de céréales et d'oléoprotéagineux (COP).
Si la productivité agricole de la Seine-et-Marne se situe dans le peloton de tête des départements français, le département enregistre un double phénomène de disparition des terres cultivables (près de 2 000 ha par an dans les années 1980, moins dans les années 2000) et de réduction d'environ 30 % du nombre d'agriculteurs dans les années 2010. Cette tendance se retrouve au niveau de la commune où le nombre d’exploitations est passé de 4 en 1988 à 1 en 2010. Parallèlement, la taille de ces exploitations augmente, passant de 122 ha en 1988 à 312 ha en 2010.
Le tableau ci-dessous présente les principales caractéristiques des exploitations agricoles de Mortcerf, observées sur une période de 22 ans : 
|                                      | 1988 | 2000 | 2010 |
| ------------------------------------ | ---- | ---- | ---- |
| Dimension économique,                |      |      |      |
| Nombre d’exploitations (u)           | 4    | 5    | 1    |
| Travail (UTA)                        | 6    | 6    | 2    |
| Surface agricole utilisée (ha)       | 487  | 469  | 312  |
| Cultures                             |      |      |      |
| Terres labourables (ha)              | 480  | 459  | s    |
| Céréales (ha)                        | 304  | s    | s    |
| dont blé tendre (ha)                 | 209  | 247  | s    |
| dont maïs-grain et maïs-semence (ha) | 60   | 80   | s    |
| Tournesol (ha)                       | 33   |      |      |
| Colza et navette (ha)                | s    | s    | s    |
| Élevage                              |      |      |      |
| Cheptel (UGBTA)                      | 0    | 65   | 3    |

## Culture locale et patrimoine

### Lieux et monuments

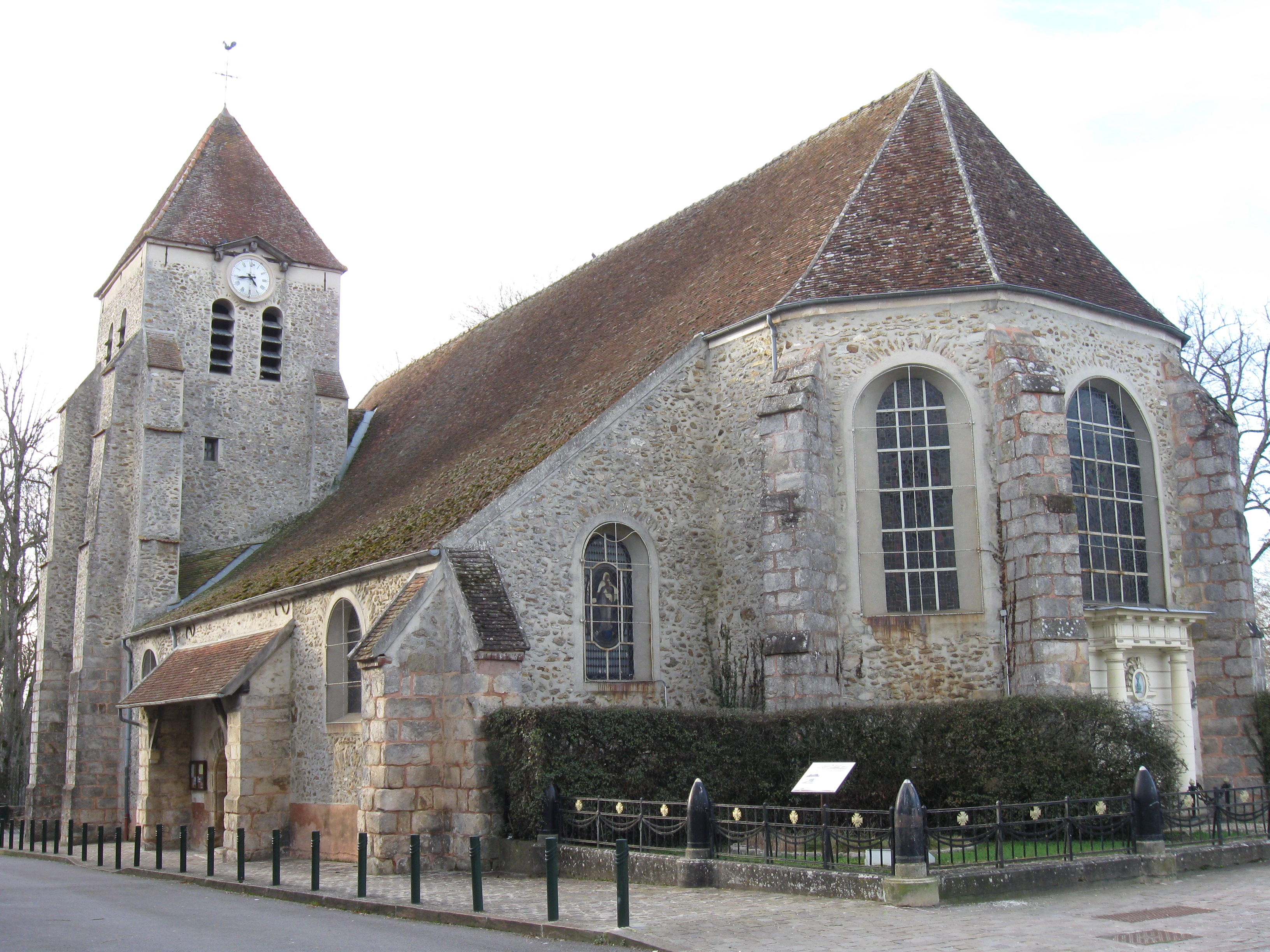
L'église Saint-Pierre-Saint-Nicolas.

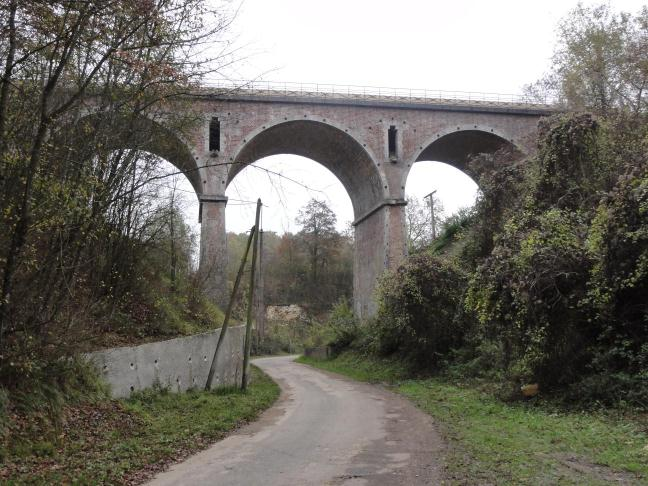
Viaduc ferroviaire de Mortcerf.

- L'église Saint-Pierre-Saint-Nicolas

Construite en partie avec les matériaux d'une chapelle romane démolie, cette église possède de larges fenêtres éclairant le chœur et décorées de boiseries du XVIIIe siècle. À l'origine, ces boiseries ne sont certainement pas destinées à une église, car elles sont peintes en couleur d'or légèrement éteinte sur fond gris. Les arcades  qui séparent la nef des bas-côtés sont en plein cintre, de même que les portes d'entrée et les larges fenêtres qui éclairent le chœur. Le patron de l'église est saint Nicolas, puis saint Pierre pour les besoins des fêtes estivales de la commune.
- L'Obélisque (dit L'Obélisque de Villeneuve-le-Comte)

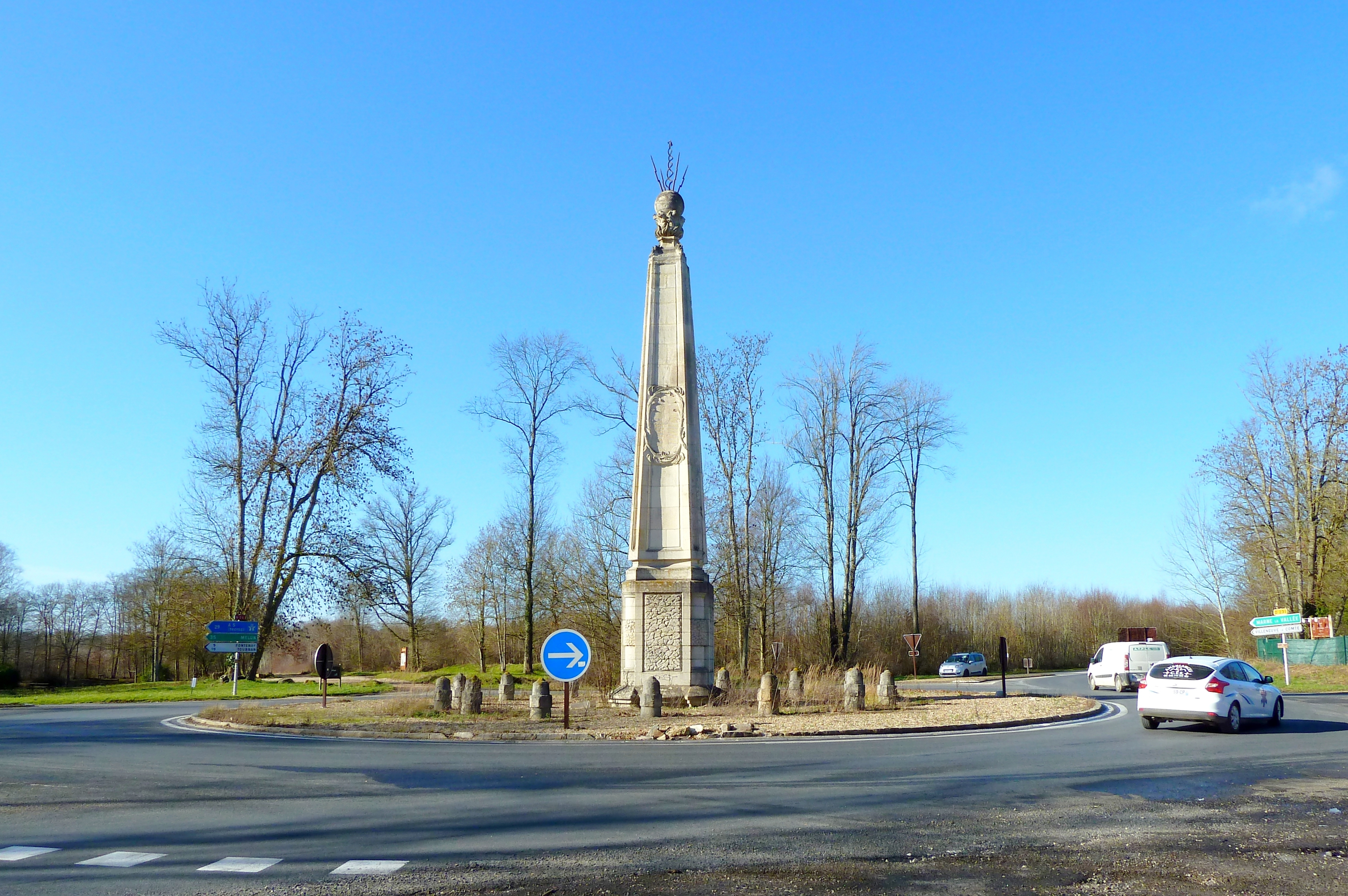
Obélisque de Mortcerf..

L'obélisque dit de Villeneuve-le-Comte est également situé sur les communes de Dammartin-sur-Tigeaux et de Mortcerf. Il a été construit au XVIIIe siècle. Il est classé monument historique depuis le premier octobre 1921. Aujourd'hui, il est surtout célèbre chez les ésotéristes, et ceci grâce à l'alchimiste Fulcanelli qui en parle dans Les Demeures philosophales, parues en 1930. L'auteur voit dans ce monument " la figuration saisissante de l'incendie et de l'inondation immenses" qui se produiront lors du Jugement Dernier.
Cet obélisque est situé à côté d'un rendez-vous de chasse où Louis XV rencontre le duc de Brandebourg. Pour commémorer l'événement, il décide de construire un monument remplaçant le calvaire de François Ier appelé Belle Croix. Un bas-relief court sur chacune de ses quatre faces. L'une représente un sceptre symbolisant la royauté, la deuxième une main de justice, la troisième un carquois et sur la dernière face, celle orientée vers le sud, un chêne. Au-dessous de ce bas-relief quelques phrases en latin évoquent la déesse Diane. Au sommet se trouve une boule avec des flèches symbolisant la foudre qui tombe sur le globe terrestre livré aux forces de l'eau et du feu.
- Château de Becoiseau

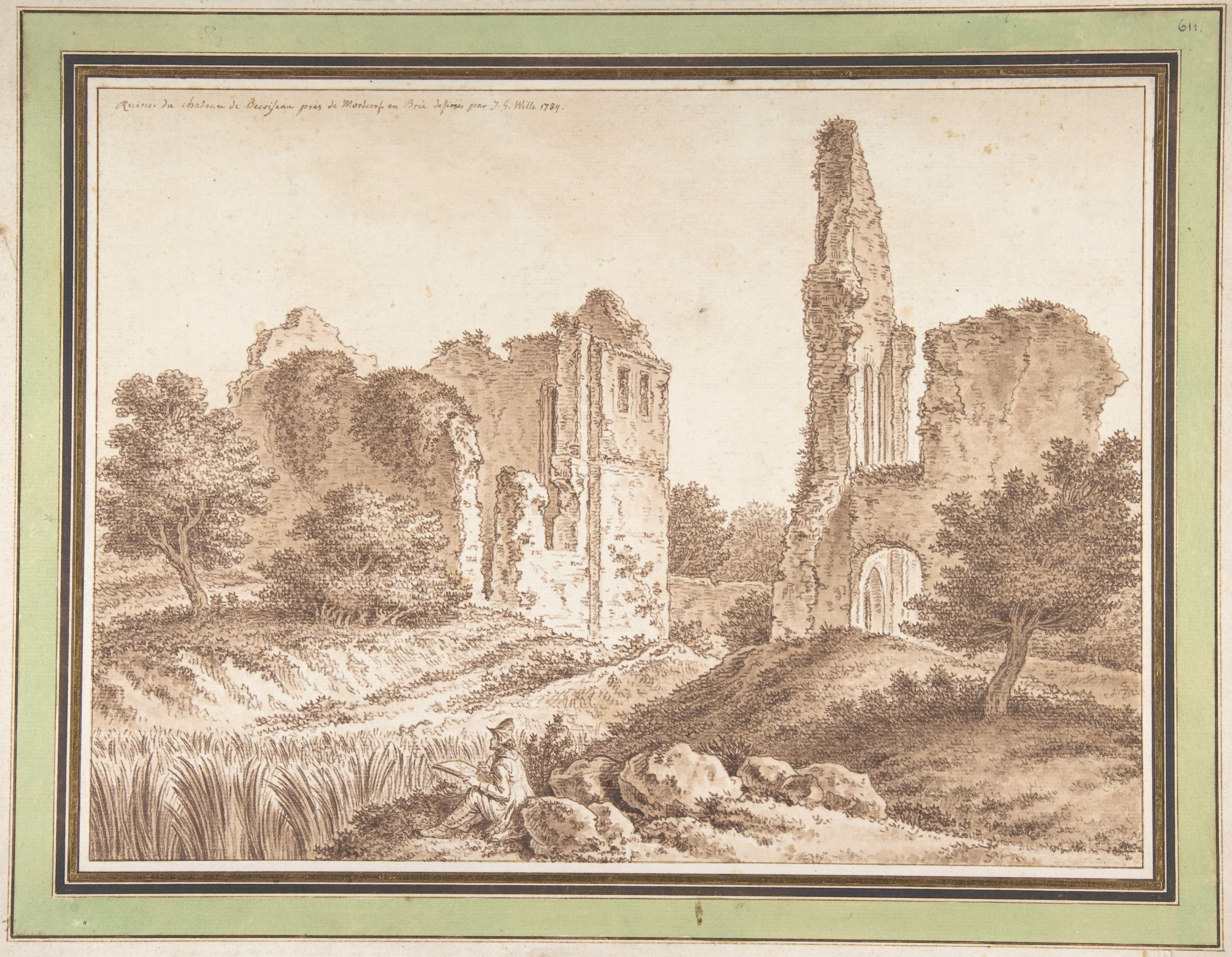
Jean-Georges Wille, Ruines du château de Becoiseau, dessin, Metropolitan Museum of Art, New York.

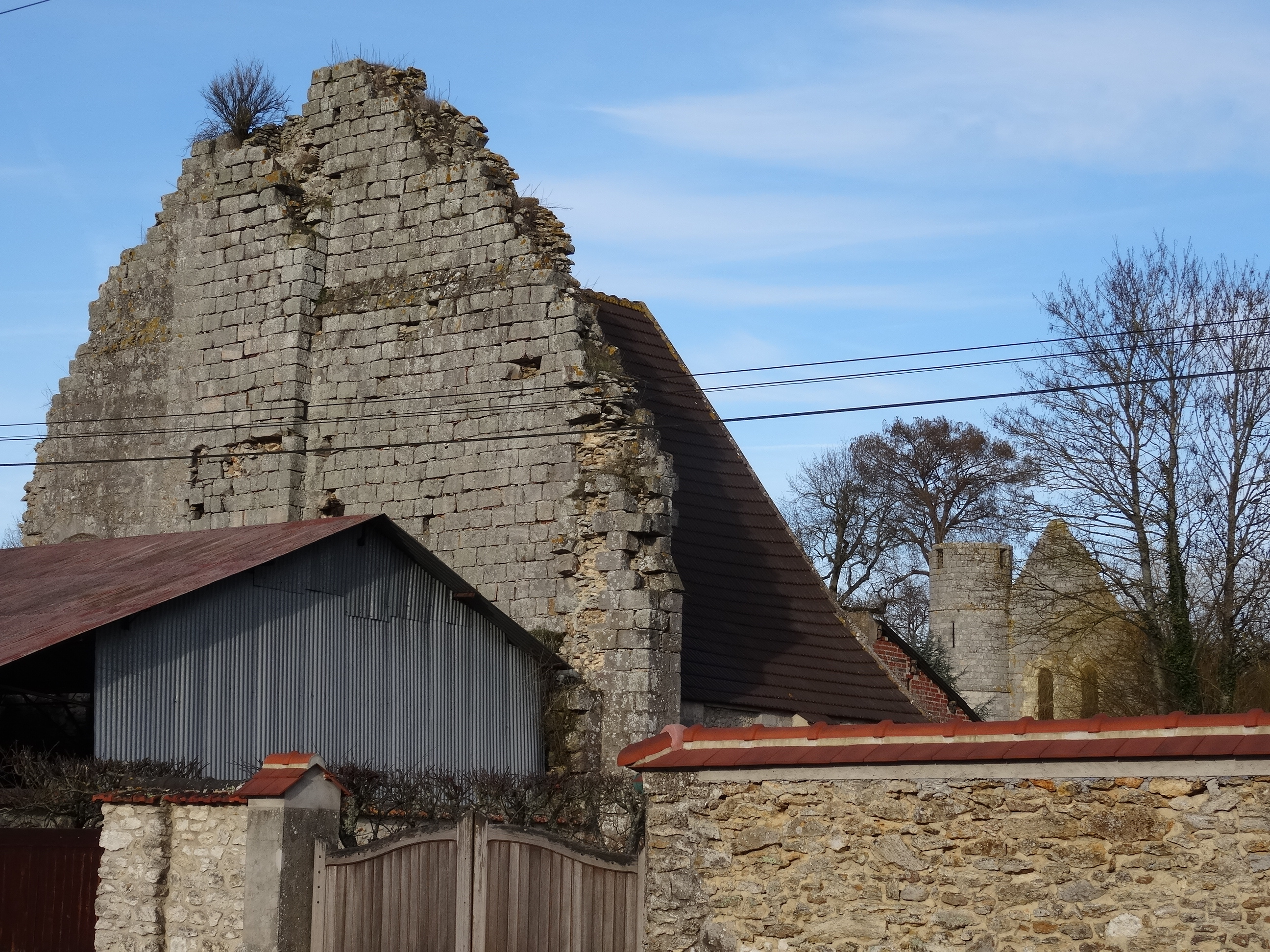
Ruines du château en 2019.

Au XIe siècle, Robert Burdin et Hugues de Courcelles firent don des terres qu’ils possédaient à Mortcerf à saint Gaultier, alors abbé de l’église de Saint-Germain de Pontoise. C’est vers cette époque que des moines bâtissent une chapelle : Saint-Nicolas de Moressart qui, par la suite, fut reconstruite à plusieurs reprises jusqu’en 1648. C’est en 1217 que Guillaume, évêque de Meaux, éleva cette chapelle au rang de paroisse.
De donations en successions, le domaine de Mauressart tomba dans le patrimoine des comtes de Crécy. Entretemps, un peu avant 1219, Gaucher III de Chatillon, comte de Crécy et de Saint-Pol, avait fait construire le château de Becoiseau. Ensuite, ce château devint château royal et reçut la visite d’hôtes célèbres. En effet, Guy III, Gaucher IV et Hugues V furent alternativement les alliés et les ennemis de leur suzerain, Thibaud IV, et de la reine Blanche de Castille. Selon certaines sources, paraissant vraisemblables, des entrevues auraient eu lieu au château de Becoiseau, et selon le chroniqueur de l’époque, Mathieu Pâris, une idylle exista entre Thibaud IV et Blanche de Castille à l’occasion de leurs séjours à Mortcerf.
Toujours par le jeu des mariages et des successions, Becoiseau devint propriété de Philippe IV le Bel qui ne vint que rarement à Mortcerf, mais ses descendants y habitèrent périodiquement. Les premiers Valois y signèrent des ordonnances dont la plus célèbre devait être en 1350 celle de Jean II le Bon (1319-1364) où, pour la première fois, il est question d’une nouvelle monnaie : Le franc.
Demeurant château royal, Becoiseau appartint donc à Henri IV et Mortcerf reste un des rares villages de France à posséder un registre d’état-civil réservé aux partisans de l’Église réformée.
Ceux-ci se réunissaient au sud du village, dans le ‘hameau des Presches’ où existait un temple du culte protestant. En effet, déjà bien avant la signature de l’Édit de Nantes en 1598, la région de Meaux présentait une forte concentration de familles ralliées à la nouvelle religion réformée, et, vers 1600, Mortcerf réunissait les Réformés de Lumigny, Touquin et Rosoy. Ce temple fut détruit en 1685, après la révocation de l’Édit de Nantes.
Aujourd’hui, il ne reste que quelques ruines du château, situé désormais sur un terrain privé.
- Ancienne gare[Où ?]

Construite comme les autres gares de la région, cet édifice est flanqué de chaque côté d'un bâtiment contenant d'une part le bureau, le guichet et la salle d'attente, et d'autre part le quai pour les marchandises. Cette petite ligne d'intérêt local est destinée au transport des produits des carrières de la région entre Villeneuve-le-Comte, Neufmoutiers et Lagny. Elle s'étend sur 19 kilomètres.
- Four à chaux[Où ?]

La forme et les dimensions de cette vaste excavation blanche rappellent les cirques romains. Au fond, une porte basse donne sur des sortes de grottes ou logettes creusées dans la masse. Les ouvriers sont chargés d'agrandir l'excavation à coups de pioche pour récupérer le calcaire qui est ensuite traitée dans les fours. À l'origine, il y a plusieurs fours ainsi que deux immenses cheminées en brique. Le gypse, ou terre de plâtre, semble faire son apparition à l'époque gallo-romaine. Louis XIV préconise le plâtre dans les constructions pour protéger les maisons à pans de bois et éviter les incendies.
- Ferme de la Malmaison

Ce bâtiment est un ancien monastère transformé en ferme. Pendant la Première Guerre mondiale, le monastère servit d'infirmerie. C'est aujourd'hui une demeure privée.
- Le Viaduc

Construit pour la ligne SNCF Paris - La Ferté-Gaucher-Coulommiers-Sézanne, ce pont est constitué de trois arcades passant au-dessus de la route de Mortcerf. Il est construit sur place avec la terre de Mortcerf, par 1 000 ouvriers.

### Personnalités liées à la commune

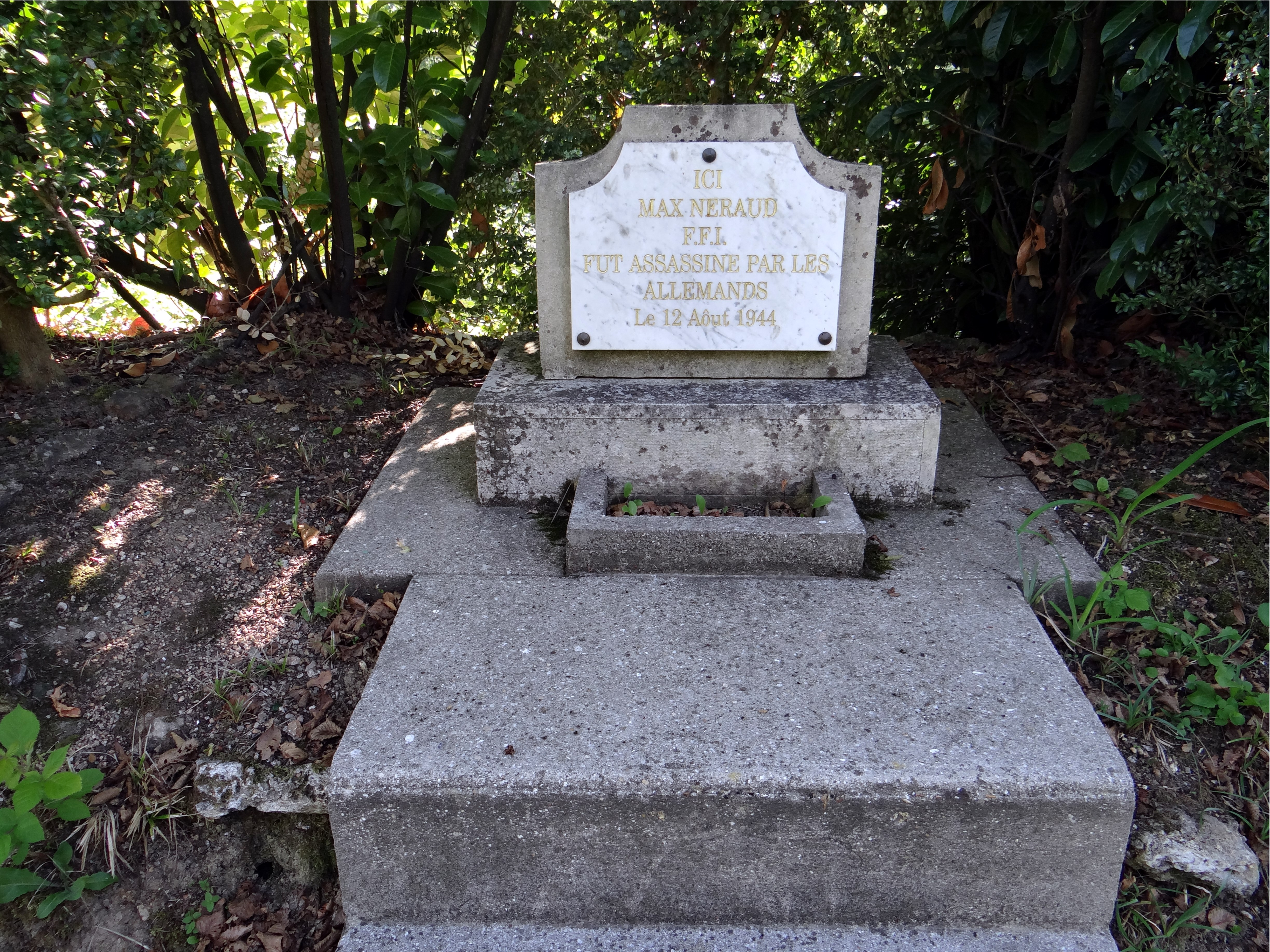
Stèle de Max Néraud.

- Jean-Baptiste Josseau (1817-1898), avocat et homme politique, naquit et vécut à Mortcerf.
- Paul Fort (1872-1960), poète et dramaturge français vécut à Mortcerf. Il y écrivit une ballade en 1909, qui porte le nom du village. À l'entrée du groupe scolaire qui porte son nom, une plaque de pierre rappelle ce séjour.
- Basile Nikitine (1885-1960), diplomate russe orientaliste et kurdologue y est mort[48].
- Édouard Bled (1899-1996), enseignant, défenseur de la langue française. Il a été instituteur à Mortcerf dans les années 1920[49].
- Jean-Noël Gurgand (1936-1988), Journaliste et écrivain français, vécut à Mortcerf. Une rue y porte son nom.
- Max Néraud, résistant français fusillé le 12 août 1944, sur la route de Crèvecœur-en-Brie. Une rue y porte son nom.

### Cinéma
Une scène du film Fedora du réalisateur Billy Wilder a été tournée à la gare de Mortcerf. Fedora, star déchue du cinéma voulant garder le visage de sa jeunesse est hospitalisée dans une clinique à Mortcerf. Elle s'en échappe, rejoint la gare, tombe sur la voie et est écrasée par un train (film sorti en 1978).

### Héraldique
| Blason de Mortcerf | Blason  | De gueules à deux flèches mises en sautoir et renversées d’or, cantonnées en 1, 3 et 4 d’un besant enfermé dans un anneau et en 2 d’une croissant pointé vers le chef, le tout d’argent. Composé par Moligner Jean-Claude et adopté par la municipalité en septembre 1991. |
| Blason de Mortcerf | Détails | Le statut officiel du blason reste à déterminer. |